# Lijst van gemeentelijke monumenten in Elburg (gemeente)
De gemeente Elburg heeft 268 gemeentelijke monumenten. Hhieronder een overzicht. 

## Aperloo
De plaats Aperloo kent 4 gemeentelijke monumenten:
| Object    | Bouwjaar | Architect | Locatie     | Coördinaten                   | Nr.        | Afbeelding        |
| --------- | -------- | --------- | ----------- | ----------------------------- | ---------- | ----------------- |
|           |          |           | Stadsweg 6  | 52° 25' 39" NB, 5° 51' 23" OL | 0230/GM206 |                   |
|           |          |           | Stadsweg 16 | 52° 25' 30" NB, 5° 51' 38" OL | 0230/GM207 |                   |
| Boerderij |          |           | Stadsweg 18 | 52° 25' 27" NB, 5° 51' 42" OL | 0230/GM208 | Meer afbeeldingen |
| Boerderij | 1927     |           | Stadsweg 25 | 52° 25' 11" NB, 5° 52' 6" OL  | 0230/GM209 | Boerderij         |

## Doornspijk
De plaats Doornspijk kent 31 gemeentelijke monumenten:
| Object             | Bouwjaar   | Architect     | Locatie                         | Coördinaten                   | Nr.        | Afbeelding        |
| ------------------ | ---------- | ------------- | ------------------------------- | ----------------------------- | ---------- | ----------------- |
| Woonhuis           | 1933       |               | Badweg 25                       | 52° 24' 5" NB, 5° 51' 3" OL   | 0230/GM003 | Woonhuis          |
| Boerderij          | 1820       |               | Burgemeester Frieswijkweg 20    | 52° 24' 21" NB, 5° 50' 10" OL | 0230/GM043 | Meer afbeeldingen |
| Boerderij          | 1836       |               | Burgemeester Frieswijkweg 22    | 52° 24' 17" NB, 5° 50' 16" OL | 0230/GM044 | Meer afbeeldingen |
|                    |            |               | Glindeweg 9                     | 52° 24' 22" NB, 5° 48' 56" OL | 0230/GM088 | Meer afbeeldingen |
|                    |            |               | Glindeweg 23                    | 52° 24' 2" NB, 5° 49' 3" OL   | 0230/GM089 | Meer afbeeldingen |
|                    |            |               | Grevensweg 17                   | 52° 24' 16" NB, 5° 50' 4" OL  | 0230/GM091 |                   |
| Boerderij          | 1885       |               | Lageweg 12                      | 52° 24' 56" NB, 5° 48' 45" OL | 0230/GM113 | Meer afbeeldingen |
| Boerderij          | 1904       |               | Lageweg 36                      | 52° 24' 42" NB, 5° 48' 35" OL | 0230/GM114 | Meer afbeeldingen |
|                    |            |               | Mezenbergerweg 7-9              | 52° 24' 20" NB, 5° 47' 53" OL | 0230/GM115 |                   |
| Boerderij          | 1884       |               | Nieuweweg 5                     | 52° 24' 47" NB, 5° 48' 27" OL | 0230/GM143 | Boerderij         |
| Boerderij          | 1749       |               | Nieuweweg 7                     | 52° 24' 47" NB, 5° 48' 22" OL | 0230/GM144 | Boerderij         |
| Woonhuis           | 1926       |               | Oude Courageweg 2               | 52° 24' 22" NB, 5° 49' 31" OL | 0230/GM181 | Woonhuis          |
|                    |            |               | Oude Harderwijkerweg 81         | 52° 25' 54" NB, 5° 50' 41" OL | 0230/GM183 |                   |
| Boerderij          | 1924       |               | Oude Kerkweg 2-4-6              | 52° 25' 17" NB, 5° 49' 18" OL | 0230/GM184 | Meer afbeeldingen |
|                    |            |               | Rode Landsweg 12                | 52° 24' 33" NB, 5° 49' 8" OL  | 0230/GM187 | Meer afbeeldingen |
| Boerderij          | circa 1880 |               | Rode Landsweg 24                | 52° 24' 14" NB, 5° 49' 22" OL | 0230/GM189 | Meer afbeeldingen |
| Boerderij          | XIXd       |               | Rode Landsweg 30                | 52° 24' 9" NB, 5° 49' 20" OL  | 0230/GM190 | Meer afbeeldingen |
|                    |            |               | Schootbruggeweg 2               | 52° 23' 60" NB, 5° 49' 52" OL | 0230/GM197 |                   |
|                    |            |               | Schootbruggeweg 26              | 52° 23' 32" NB, 5° 50' 1" OL  | 0230/GM276 | Upload foto       |
|                    |            |               | Schootbruggeweg 28              | 52° 23' 31" NB, 5° 50' 17" OL | 0230/GM277 | Upload foto       |
|                    |            |               | Veldweg 48                      | 52° 25' 42" NB, 5° 48' 19" OL | 0230/GM215 |                   |
|                    |            |               | Veldweg 60                      | 52° 26' 1" NB, 5° 48' 49" OL  | 0230/GM106 |                   |
|                    |            |               | Zuiderzeestraatweg West 9       | 52° 25' 34" NB, 5° 49' 40" OL | 0230/GM231 | Meer afbeeldingen |
|                    |            |               | Zuiderzeestraatweg West 25      | 52° 25' 19" NB, 5° 49' 35" OL | 0230/GM234 |                   |
|                    |            |               | Zuiderzeestraatweg West 42      | 52° 25' 13" NB, 5° 49' 14" OL | 0230/GM235 |                   |
|                    |            |               | Zuiderzeestraatweg West 75      | 52° 24' 57" NB, 5° 48' 57" OL | 0230/GM240 |                   |
| Boerderij          | 1907       |               | Zuiderzeestraatweg West 81-81a  | 52° 24' 55" NB, 5° 48' 56" OL | 0230/GM241 | Meer afbeeldingen |
| Gereformeerde Kerk | 1923       | Herman Onvlee | Zuiderzeestraatweg West 84      | 52° 25' 6" NB, 5° 49' 3" OL   | 0230/GM242 | Meer afbeeldingen |
|                    |            |               | Zuiderzeestraatweg West 87      | 52° 24' 54" NB, 5° 48' 54" OL | 0230/GM243 |                   |
| Boerderij          | 1871       |               | Zuiderzeestraatweg West 118-120 | 52° 24' 55" NB, 5° 48' 53" OL | 0230/GM232 | Meer afbeeldingen |
| Boerderij          | circa 1925 |               | Zuiderzeestraatweg West 127     | 52° 24' 33" NB, 5° 48' 34" OL | 0230/GM233 | Meer afbeeldingen |

## Elburg
De plaats Elburg kent 169 gemeentelijke monumenten. Zie de lijst van gemeentelijke monumenten in Elburg (plaats).

## Hoge Enk
De plaats Hoge Enk kent 6 gemeentelijke monumenten:
| Object    | Bouwjaar | Architect | Locatie         | Coördinaten                   | Nr.        | Afbeelding        |
| --------- | -------- | --------- | --------------- | ----------------------------- | ---------- | ----------------- |
|           |          |           | Doornenkamp 22  | 52° 25' 47" NB, 5° 50' 35" OL | 0230/GM070 |                   |
|           |          |           | Gerichtenweg 11 | 52° 26' 15" NB, 5° 50' 7" OL  | 0230/GM085 | Meer afbeeldingen |
| Boerderij |          |           | Gerichtenweg 17 | 52° 26' 2" NB, 5° 50' 9" OL   | 0230/GM086 | Meer afbeeldingen |
| Boerderij | 1883     |           | Gerichtenweg 38 | 52° 25' 40" NB, 5° 50' 24" OL | 0230/GM087 | Meer afbeeldingen |
| Boerderij | 1929     |           | Goorweg 13      | 52° 25' 49" NB, 5° 50' 13" OL | 0230/GM090 | Meer afbeeldingen |
| Boerderij | 1875     |           | Hoge Enkweg 10  | 52° 25' 46" NB, 5° 50' 40" OL | 0230/GM100 | Meer afbeeldingen |

## Lage Bijssel
De plaats Lage Bijssel kent 1 gemeentelijk monument:
| Object | Bouwjaar | Architect | Locatie         | Coördinaten                  | Nr.        | Afbeelding  |
| ------ | -------- | --------- | --------------- | ---------------------------- | ---------- | ----------- |
|        |          |           | Oude Molenweg 6 | 52° 24' 7" NB, 5° 46' 41" OL | 0230/GM185 | Upload foto |

## Legerplaats bij Oldebroek
De Legerplaats bij Oldebroek kent 4 gemeentelijke monumenten:
| Object                      | Bouwjaar   | Architect | Locatie                | Coördinaten                   | Nr.        | Afbeelding                  |
| --------------------------- | ---------- | --------- | ---------------------- | ----------------------------- | ---------- | --------------------------- |
| Beschermd terrein Bovenkamp |            |           | Eperweg 149            | 52° 23' 11" NB, 5° 54' 36" OL | 0230/GM083 | Beschermd terrein Bovenkamp |
| Dienstwoning                | circa 1884 |           | Koningin Julianaweg 10 | 52° 23' 31" NB, 5° 54' 24" OL | 0230/GM109 | Dienstwoning                |
|                             |            |           | Koningin Julianaweg 14 | 52° 23' 29" NB, 5° 54' 26" OL | 0230/GM110 |                             |
| Arsenaal                    |            |           | Koningin Julianaweg    | 52° 23' 36" NB, 5° 54' 40" OL | 0230/GM111 | Arsenaal                    |

## Oostendorp
De plaats Oostendorp kent 17 gemeentelijke monumenten:
| Object                                     | Bouwjaar | Architect | Locatie                      | Coördinaten                   | Nr.        | Afbeelding                                 |
| ------------------------------------------ | -------- | --------- | ---------------------------- | ----------------------------- | ---------- | ------------------------------------------ |
|                                            |          |           | Achterweg 7                  | 52° 26' 54" NB, 5° 51' 27" OL | 0230/GM001 |                                            |
| Boerderij                                  | 1871     |           | Achterweg 8                  | 52° 26' 55" NB, 5° 51' 28" OL | 0230/GM002 | Boerderij                                  |
|                                            | 1917     |           | Broekdijk 9                  | 52° 26' 18" NB, 5° 52' 19" OL | 0230/GM039 |                                            |
|                                            |          |           | Oostendorperstraatweg 2a-2b  | 52° 26' 34" NB, 5° 51' 43" OL | 0230/GM173 |                                            |
| Boerderij                                  | 1882     |           | Oostendorperstraatweg 7      | 52° 26' 39" NB, 5° 51' 46" OL | 0230/GM174 | Boerderij                                  |
| Boerderij                                  | 1859     |           | Oostendorperstraatweg 13     | 52° 26' 41" NB, 5° 51' 51" OL | 0230/GM175 | Boerderij                                  |
|                                            |          |           | Oostendorperstraatweg 16-16a | 52° 26' 46" NB, 5° 52' 10" OL | 0230/GM176 |                                            |
| Boerderij                                  | 1874     |           | Oostendorperstraatweg 18     | 52° 26' 49" NB, 5° 52' 13" OL | 0230/GM177 | Boerderij                                  |
| Boerderij                                  | 1766     |           | Oostendorperwegje 1          | 52° 26' 55" NB, 5° 52' 10" OL | 0230/GM178 | Boerderij                                  |
|                                            | 1847     |           | Reesweg 1                    | 52° 27' 4" NB, 5° 52' 29" OL  | 0230/GM071 |                                            |
| Boerderij                                  | XIXB     |           | Tempelweg 1                  | 52° 27' 27" NB, 5° 51' 30" OL | 0230/GM211 | Boerderij                                  |
|                                            | 1917     |           | Tempelweg 6                  | 52° 27' 39" NB, 5° 51' 37" OL | 0230/GM212 | Upload foto                                |
| Boerderij; mulderswoning bij molen De Tijd | 1854     |           | Zuiderzeestraatweg Oost 20   | 52° 26' 35" NB, 5° 51' 20" OL | 0230/GM225 | Boerderij; mulderswoning bij molen De Tijd |
| Gemeentehuis                               | 1925     |           | Zuiderzeestraatweg Oost 21   | 52° 26' 30" NB, 5° 51' 18" OL | 0230/GM226 | Gemeentehuis                               |
| Boerderij                                  | 1910     |           | Zuiderzeestraatweg Oost 43   | 52° 26' 33" NB, 5° 51' 9" OL  | 0230/GM227 | Boerderij                                  |
|                                            | 1925     |           | Zuiderzeestraatweg Oost 53   | 52° 26' 33" NB, 5° 51' 4" OL  | 0230/GM228 |                                            |
|                                            | 1963     |           | Zuiderzeestraatweg Oost 82   | 52° 26' 35" NB, 5° 50' 47" OL | 0230/GM230 |                                            |

## 't Harde
De plaats 't Harde kent 6 gemeentelijke monumenten:
| Object    | Bouwjaar | Architect | Locatie     | Coördinaten                   | Nr.        | Afbeelding  |
| --------- | -------- | --------- | ----------- | ----------------------------- | ---------- | ----------- |
|           |          |           | Bovenweg 9  | 52° 25' 23" NB, 5° 52' 28" OL | 0230/GM036 |             |
|           |          |           | Bovenweg 64 | 52° 24' 7" NB, 5° 49' 53" OL  | 0230/GM037 |             |
| Woonhuis  | XXa      |           | Brandweg 9  | 52° 24' 45" NB, 5° 52' 28" OL | 0230/GM038 | Upload foto |
|           |          |           | Eperweg 25a | 52° 25' 9" NB, 5° 53' 5" OL   | 0230/GM082 |             |
| Boerderij | 1900     |           | Koeweg 5    | 52° 24' 58" NB, 5° 51' 38" OL | 0230/GM107 | Boerderij   |
| Boerderij | 1936     |           | Koeweg 23   | 52° 24' 57" NB, 5° 51' 24" OL | 0230/GM108 | Boerderij   |

## Varend monument
De gemeente Elburg kent 30 varende gemeentelijke monumenten:
| Object                        | Bouwjaar | Architect | Locatie | Coördinaten | Nr.        | Afbeelding              |
| ----------------------------- | -------- | --------- | ------- | ----------- | ---------- | ----------------------- |
| EB 29 Botter                  |          |           |         |             | 0230/WN239 | EB 29 Botter            |
| EB 1 Botter                   |          |           |         |             | 0230/GM248 | EB 1 Botter             |
| EB 24 Botter                  |          |           |         |             | 0230/GM249 | EB 24 Botter            |
| EB 33 Pluut                   |          |           |         |             | 0230/GM250 | EB 33 Pluut             |
| EB 39 Bons                    |          |           |         |             | 0230/GM251 | EB 39 Bons              |
| EB 43 Botter                  |          |           |         |             | 0230/GM252 | EB 43 Botter            |
| EB 43 Kotter                  |          |           |         |             | 0230/GM253 | Upload foto             |
| EB 46 Botter                  |          |           |         |             | 0230/GM254 | Upload foto             |
| EB 65 Botter                  |          |           |         |             | 0230/GM255 | EB 65 Botter            |
| Paviljoentjalk "Risico"       |          |           |         |             | 0230/GM256 | Paviljoentjalk "Risico" |
| EB 68 Botter                  |          |           |         |             | 0230/GM258 | EB 68 Botter            |
| EB 63 Punter                  |          |           |         |             | 0230/GM259 | Upload foto             |
| EB 40 Kotter                  |          |           |         |             | 0230/GM260 | Upload foto             |
| EB 68 Schouw                  |          |           |         |             | 0230/GM261 | EB 68 Schouw            |
| EB 24 Kotter                  |          |           |         |             | 0230/GM262 | Upload foto             |
| Bruiser                       |          |           |         |             | 0230/GM263 | Bruiser                 |
| EB 18 Pluut                   |          |           |         |             | 0230/GM264 | EB 18 Pluut             |
| EB 64 Punter                  |          |           |         |             | 0230/GM265 | EB 64 Punter            |
| EB 73 Kotter                  |          |           |         |             | 0230/GM266 | Upload foto             |
| KP 1 Botter                   |          |           |         |             | 0230/GM267 | Upload foto             |
| EB 32 Schouw                  |          |           |         |             | 0230/GM268 | Upload foto             |
| EB 32 Zeilpunter              |          |           |         |             | 0230/GM269 | Upload foto             |
| EB 43 Lemsteraak              |          |           |         |             | 0230/GM270 | Upload foto             |
| EB 59 Zeilpunter              |          |           |         |             | 0230/GM271 | Upload foto             |
| EB 13 Punter                  |          |           |         |             | 0230/GM272 | EB 13 Punter            |
| EB 12 Punter (voorheen EB 26) |          |           |         |             | 0230/GM273 | Upload foto             |
| EB 50 Schouw                  |          |           |         |             | 0230/GM274 | EB 50 Schouw            |
| EB 73 Punter                  |          |           |         |             | 0230/GM275 | Upload foto             |
| EB 26 Botter                  |          |           |         |             | 0230/GM282 | Upload foto             |
| EB 15 Botter                  |          |           |         |             | 0230/GM283 | EB 15 Botter            |

Aalten · 
Apeldoorn · 
Arnhem · 
Barneveld · 
Berkelland · 
Beuningen · 
Bronckhorst · 
Brummen · 
Buren · 
Culemborg · 
Doesburg · 
Doetinchem · 
Druten · 
Duiven · 
Ede · 
Elburg · 
Epe · 
Ermelo · 
Groesbeek · 
Harderwijk · 
Hattem · 
Heerde · 
Heumen · 
Lingewaard · 
Lochem · 
Maasdriel · 
Montferland · 
Neder-Betuwe · 
Nijkerk · 
Nijmegen · 
Nunspeet · 
Oldebroek · 
Oost Gelre · 
Oude IJsselstreek · 
Overbetuwe · 
Putten · 
Renkum · 
Rheden · 
Rozendaal · 
Scherpenzeel · 
Tiel · 
Ubbergen · 
Voorst · 
Wageningen · 
West Betuwe · 
West Maas en Waal · 
Westervoort · 
Wijchen · 
Winterswijk · 
Zaltbommel · 
Zevenaar · 
Zutphen